# Трицианоникелат(I) калия
Трицианоникелат(I) калия — неорганическое соединение, комплексная соль металлов никеля, калия и синильной кислоты с формулой K2[Ni(CN)3],
красная жидкость,
реагирует с водой.

## Получение
- Реакция гидроксида никеля(I) с цианидами щелочных металлов:

{\displaystyle {\mathsf {NiOH+3KCN\ {\xrightarrow {}}\ K_{2}[Ni(CN)_{3}]+KOH}}}
- Восстановление цинком тетрацианоникколата(II) калия без доступа воздуха:

{\displaystyle {\mathsf {2K_{2}[Ni(CN)_{4}]+Zn\ {\xrightarrow {}}\ K_{2}[Ni(CN)_{3}]+Zn(CN)_{2}}}}

## Физические свойства
Трицианоникелат(I) калия — красная диамагнитная жидкость,
плохо растворимая в этаноле.
При температуре 16°С образует светло-красные кристаллы
моноклинной сингонии,
пространственная группа I 2/a,
параметры ячейки a = 4,402 нм, b = 1,610 нм, c = 0,744 нм, β = 91,5°, Z = 32

.
Кристаллы образованы ионами-димерами [(CN)3Ni]—[Ni(CN)3]-4 с расстоянием Ni-Ni 0,232 нм.

## Химические свойства
- Реагирует с водой:

{\displaystyle {\mathsf {4K_{2}[Ni(CN)_{3}]+2H_{2}O\ {\xrightarrow {}}\ 3K_{2}[Ni(CN)_{4}]+2KOH+Ni+H_{2}}}}
- Поглощает монооксид углерода:

{\displaystyle {\mathsf {K_{2}[Ni(CN)_{3}]+CO\ {\xrightarrow {}}\ K_{2}[Ni(CO)(CN)_{3}]}}}